# Monumento a Dewey
El Monumento a Dewey (en inglés: Dewey Monument) es una estatua conmemorativa en San Francisco, California en el centro de Union Square (Plaza Unión). El Monumento Dewey fue llamado así en honor de un militar que participó en la guerra hispano-estadounidense el almirante George Dewey. En 1901, el presidente William McKinley visitó San Francisco para una ceremonia especial para iniciar el monumento en honor a Dewey. Seis meses después, sin embargo, McKinley fue asesinado. Robert Ingersoll Aitken fue contratado para esculpir una estatua de 9 pies de una diosa en honor de McKinley y Dewey. La estatua sostiene un tridente que representa Dewey, y una corona, que representa a McKinley. Aitken contrató a Alma de Bretteville Spreckels como modelo para la estatua.